# Giovanni Battista Ferrandini (Maler)
Giovanni Battista Ferrandini († 1793; auch Giovanni Battista Ferardiny, Giovanni Battista Feratini und Giacomo Barth(olomeo) Ferra(n)dini) war ein italienischer Maler. Er war um das zweite Viertel des 18. Jahrhunderts im Heilbronner Raum und im Herzogtum Württemberg tätig.

## Werk
Ferrandini war ab 1724 unter Leitung Luca Antonio Colombas an der Ausführung der Deckengemälde in der Abteikirche von Kloster Schöntal beteiligt und 1735/36, wieder unter Leitung Colombas, zusammen mit Georg Christoph Grooth an der Ausmalung des Kleinen Komödienhauses im Ludwigsburger Schloss (letztere durch spätere Arbeiten ersetzt). 1739/40 erhielt er vom württembergischen Herzog eine Zahlung für die Fertigung von Altarbildern für die katholische Hofkapelle in Stuttgart. Im Neuen Konventsgebäude des Klosters Schöntal gestaltete er 1745 das den Triumph der Kirche darstellende Deckengemälde, eingerahmt von Allegorien der vier Jahreszeiten. Verloren sind Ferrandinis Ausmalungen der katholischen Pfarrkirche St. Martinus in Sontheim (nach 1748, Langhaus 1904 durch einen Neubau ersetzt) und der Mauritiuskirche in Güglingen (nach 1752, durch Stadtbrand 1849 zerstört). Ferrandinis Malereien im Chorgewölbe der katholischen Pfarrkirche St. Martinus in Erlenbach zerstörte der Zweite Weltkrieg, während das nach 1753 entstandene, die Himmelfahrt Mariä zeigende Fresko im Langhausgewölbe dieser Kirche erhalten blieb.

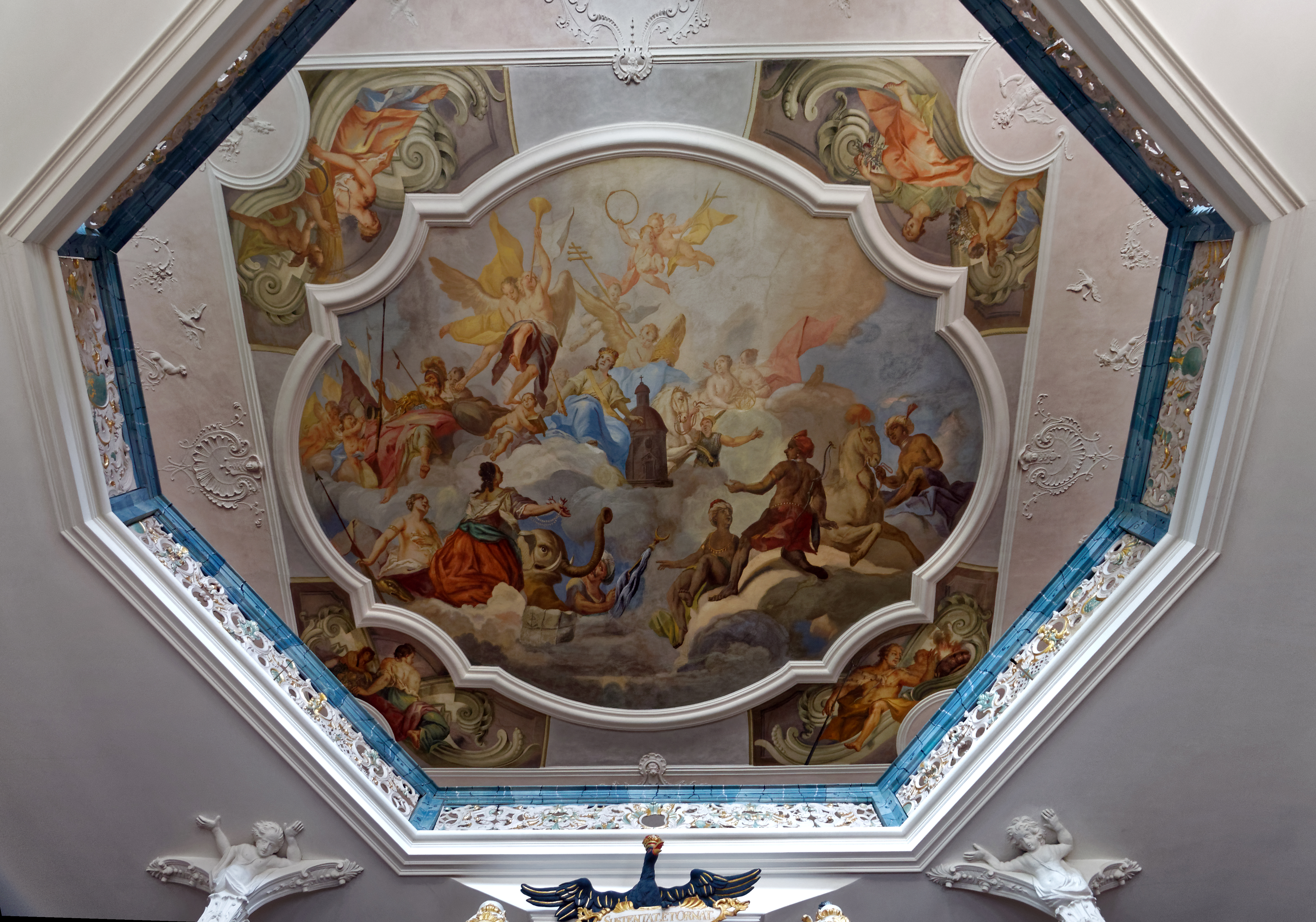
Triumph der Kirche in Schöntal
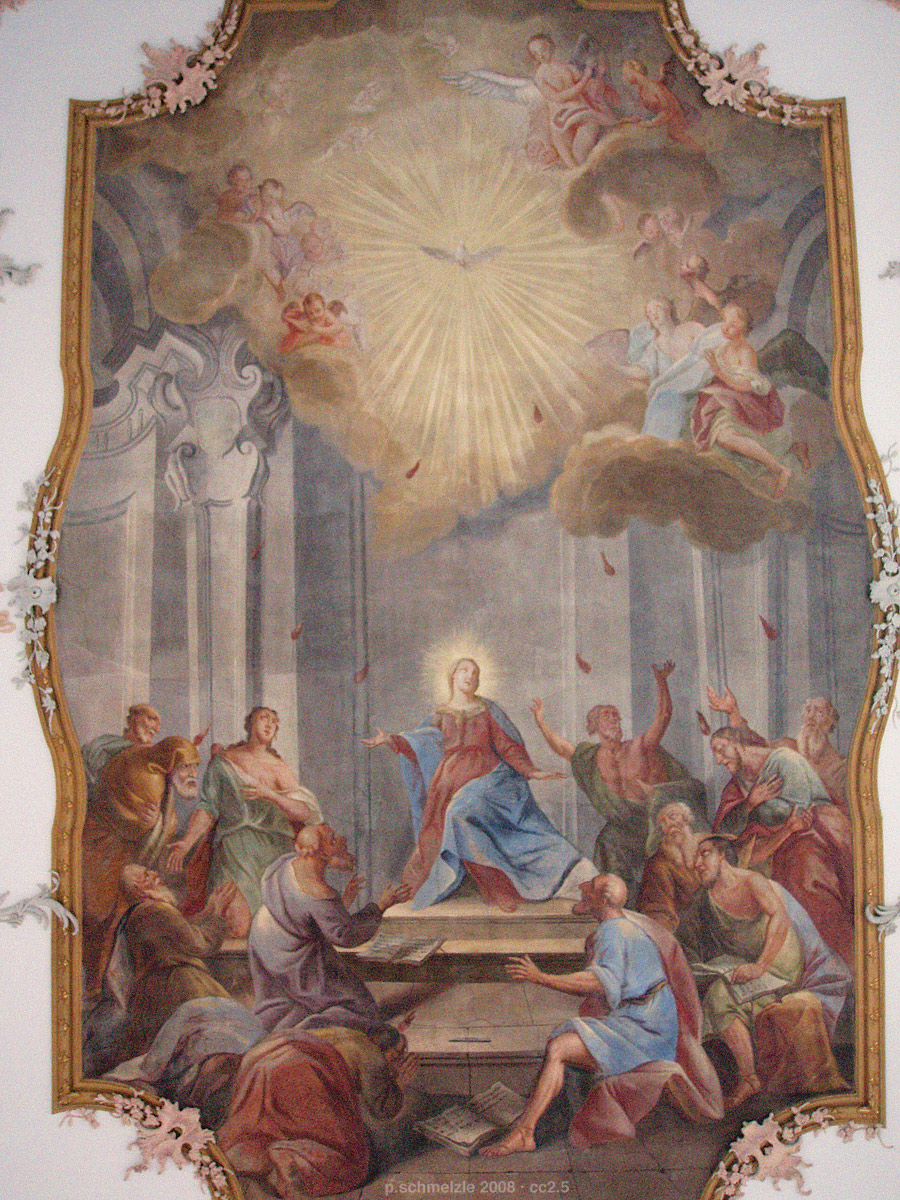
Himmelfahrt Mariä in St. Martinus (Erlenbach)